# Ostrowiec Świętokrzyski
Ostrowiec Świętokrzyski è una città polacca del distretto di Ostrowiec Świętokrzyski nel voivodato della Santacroce.
Ricopre una superficie di 46,43 km² e nel 2006 contava 74 211 abitanti. È bagnata dal fiume Kamienna. A pochi chilometri dalla città si trova il parco dei Gòry Świętokrzyskie.

## Caratteristiche
Ha un parco molto esteso dove si svolgono spesso spettacoli folkloristici. Nel 1613 ha avuto il titolo di città. È considerata una delle città meglio illuminate della Polonia. La Chiesa di San Michele Arcangelo (Kościoł Św.Michała Archanioła) è situata su una collina al centro del paese. 

## Economia
L'industria metallurgica è stata molto importante per la sua storia ed ora si nota una grande espansione del settore terziario e del turismo, con la piscina olimpionica e numerosi supermercati aperti di recente. La squadra di calcio della città è KSZO.

## Galleria d'immagini

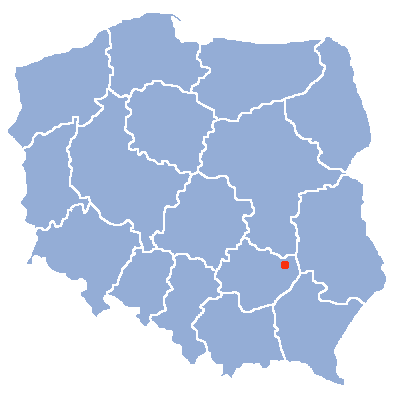
mappa
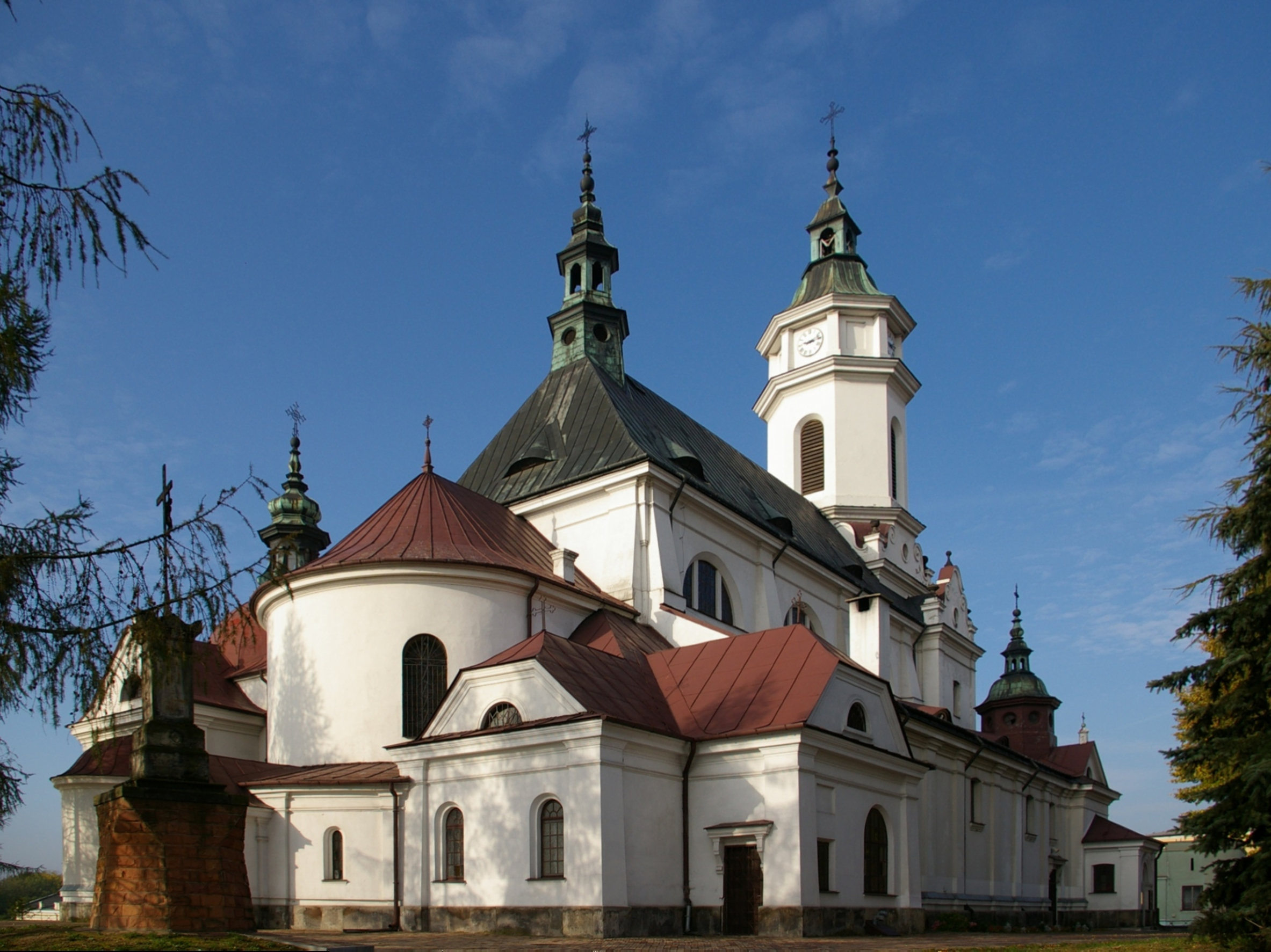
Chiesa di San Michele
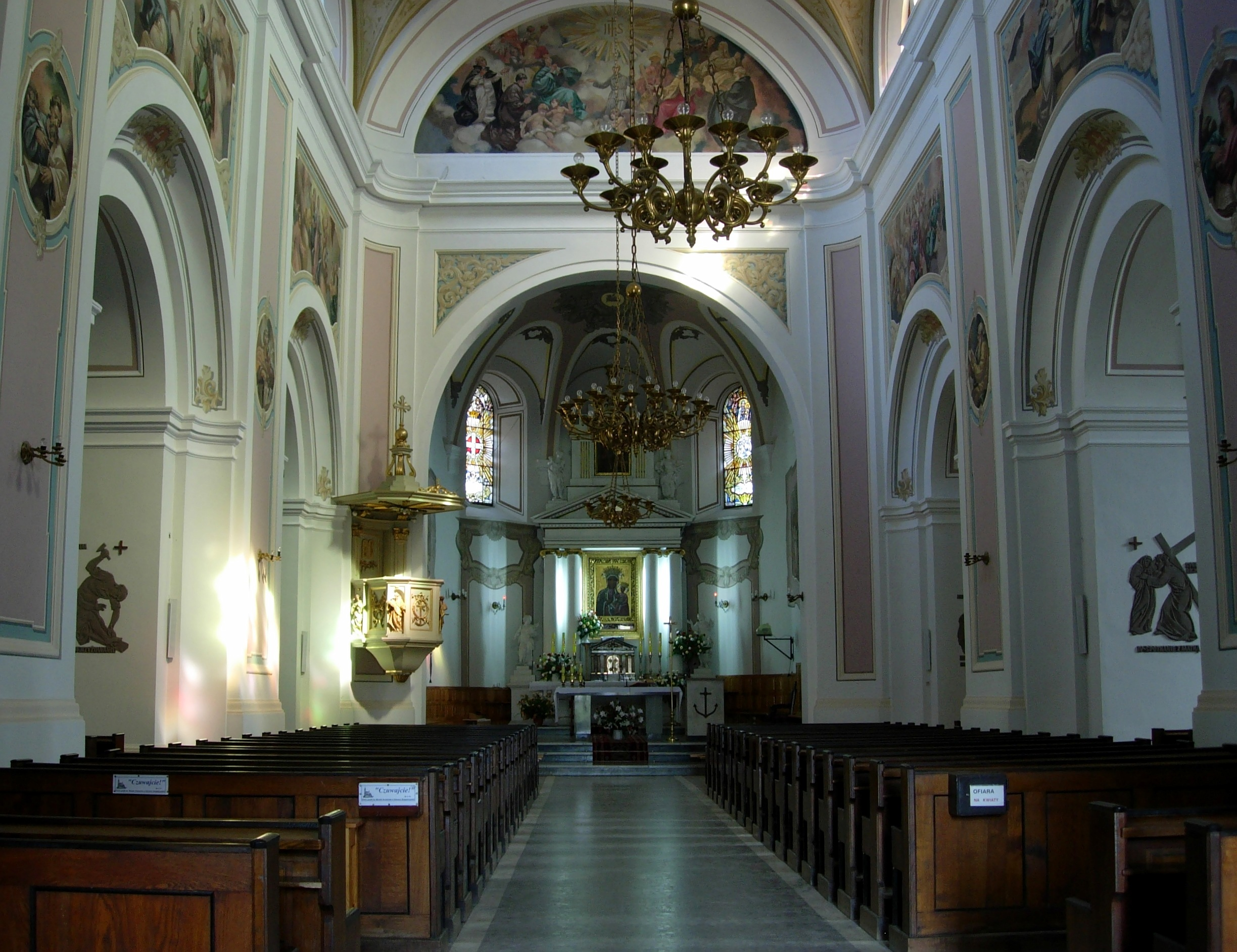
Interno della Chiesa di San Michele
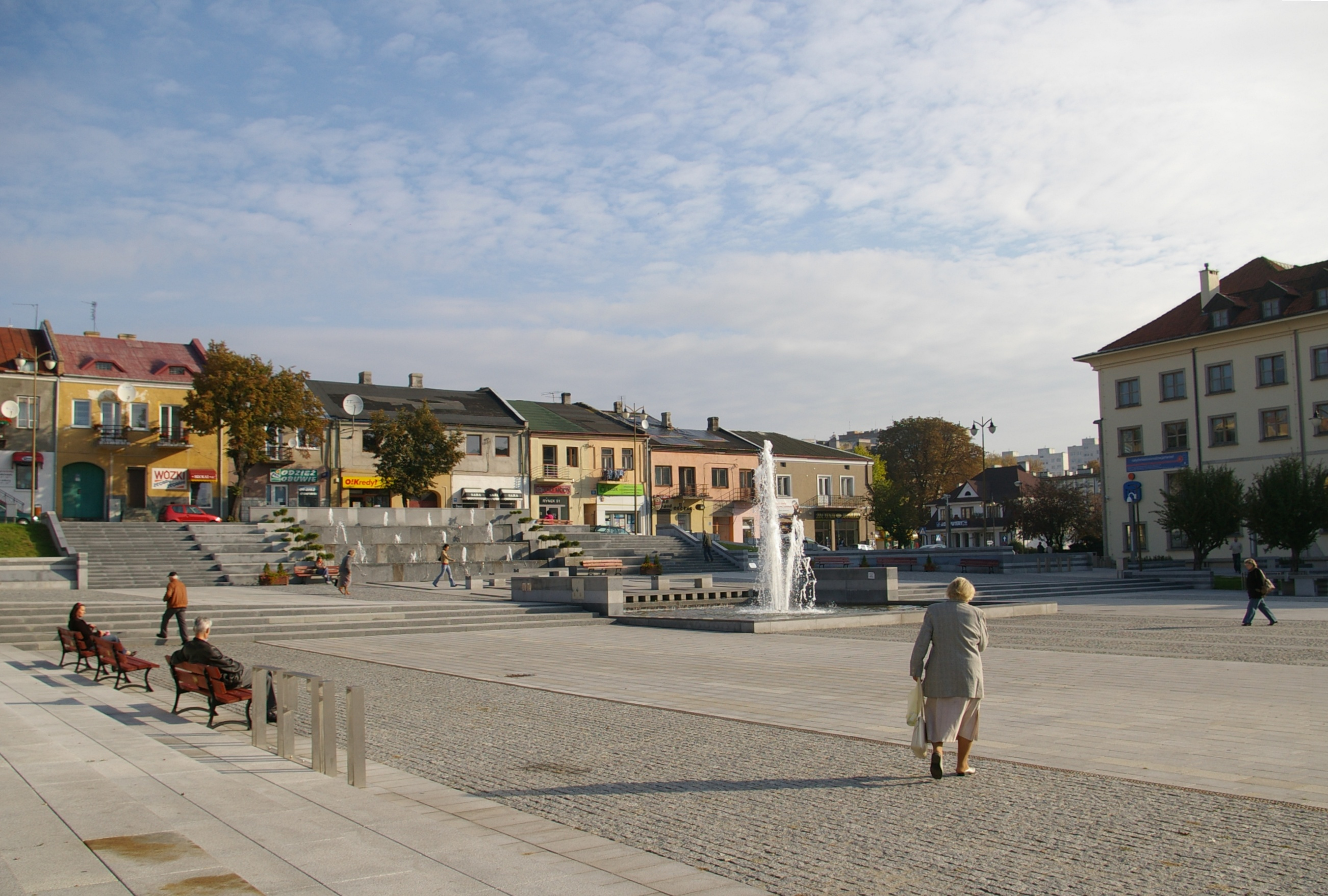
Rynek
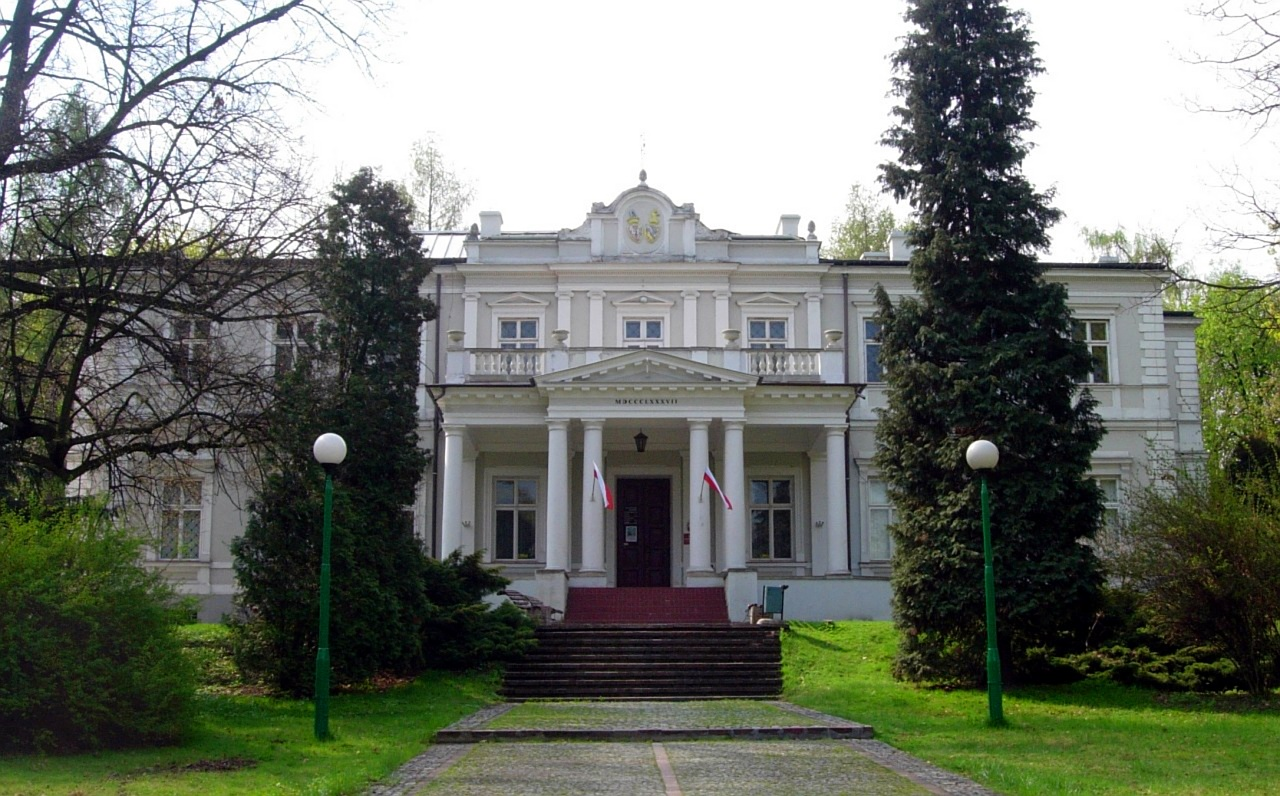
Il Museo
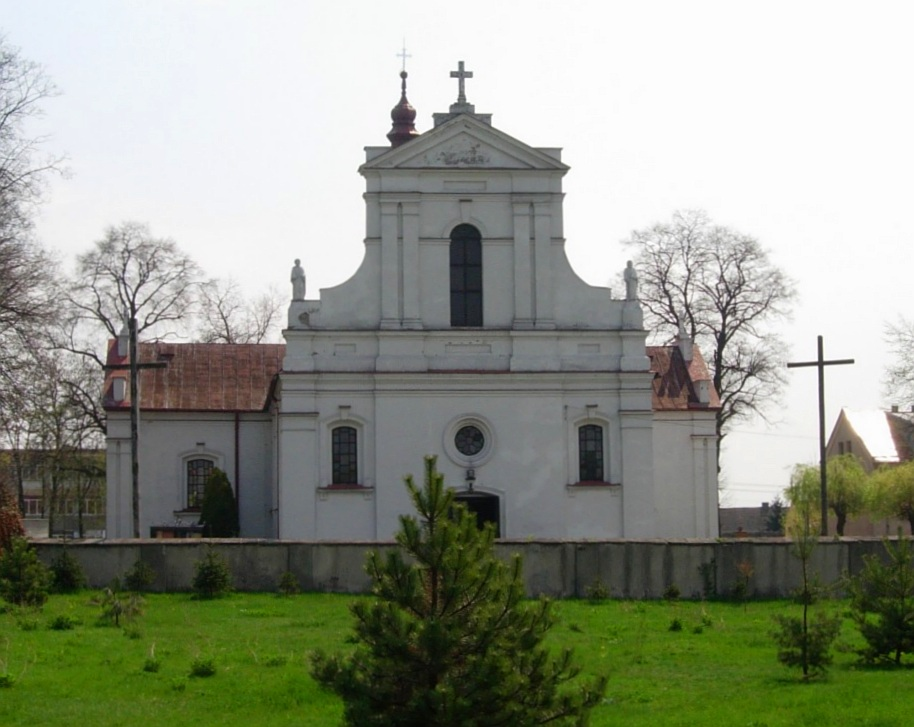
Chiesa di San Stanislao
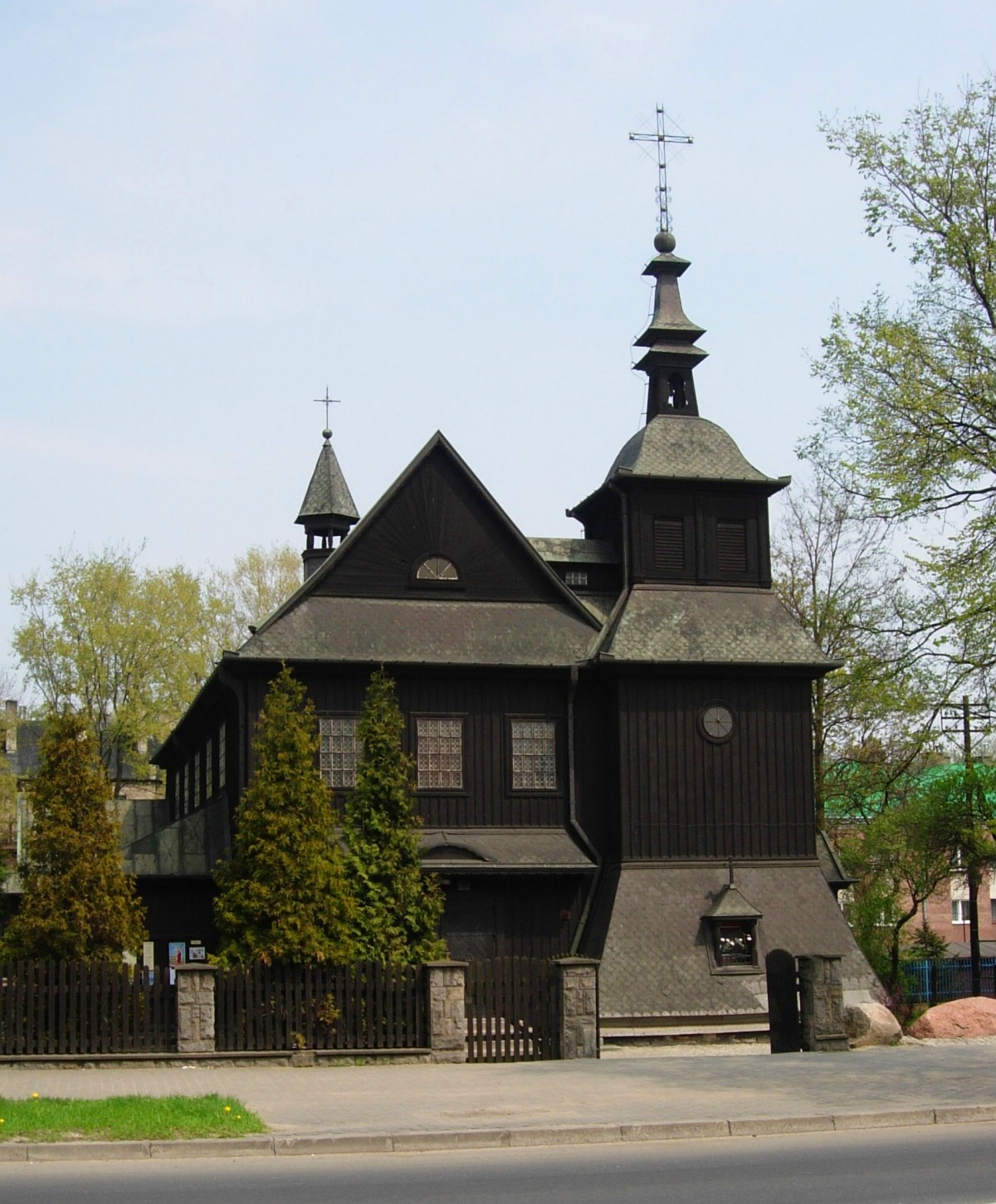
Chiesa del SS.mo cuore di Gesù